# Atactolituola
Atactolituola es un género de foraminífero bentónico de la subfamilia Lituolinae, de la familia Lituolidae, de la superfamilia Lituoloidea, del suborden Lituolina y del orden Lituolida. Su especie tipo es Reophax subgoodlandensis. Su rango cronoestratigráfico abarca el Albiense (Cretácico inferior).

## Discusión
Clasificaciones previas incluían Atactolituola en el suborden Textulariina del orden Textulariida, o en el orden Lituolida sin diferenciar el suborden Lituolina.

## Clasificación
Atactolituola incluye a la siguiente especie:
- Atactolituola subgoodlandensis †